# アルコールデヒドロゲナーゼ (NAD(P)+)
アルコールデヒドロゲナーゼ [NAD(P)+]（alcohol dehydrogenase [NAD(P)+]）は、次の化学反応を触媒する酸化還元酵素である。
アルコール + NAD(P)+ {\displaystyle \rightleftharpoons } アルデヒド + NAD(P)H + H+
反応式の通り、この酵素の基質はアルコールとNAD(P)+、生成物はアルデヒドとNAD(P)HとH+である。
組織名はalcohol:NAD(P)+ oxidoreductaseで、別名にretinal reductase, aldehyde reductase (NADPH/NADH), alcohol dehydrogenase [NAD(P)]がある。